# Complejo Deportivo Mochica Chimú
El Complejo Deportivo Mochica Chimú es un centro deportivo ubicado en la ciudad peruana de Trujillo en la Región La Libertad. Cuenta con diversas instalaciones deportivas siendo la capacidad de su recinto principal, el Estadio Chan Chan, de unos 5.500 espectadores. En este estadio la ODEBO en coordinación con representantes del Instituto Peruano del Deporte programó la inauguración de los XVII Juegos Bolivarianos el 16 de noviembre de 2013, asimismo se programó que este complejo deportivo forme parte del desarrollo de los Juegos Bolivarianos Trujillo 2013 a realizarse del 16 al 30 de noviembre del mismo año. La construcción costó S/.100 millones. Actualmente el recinto está cerrado por falta de mantenimiento.

## Recintos deportivos
- Estadio Chan Chan[3]
- Polideportivo Huaca del Sol
- Coliseo Huaca de la Luna

## Acontecimientos
- Juegos Bolivarianos de 2013